# Pilotrichella calomicra
Pilotrichella calomicra är en bladmossart som beskrevs av Brotherus 1890. Pilotrichella calomicra ingår i släktet Pilotrichella och familjen Meteoriaceae. Inga underarter finns listade i Catalogue of Life.